# Kristupas Trepočka
Kristupas Trepočka, född 22 maj 2006, är en litauisk simmare.

## Karriär
Vid EM 2024 i Belgrad var Trepočka en del av Litauens lag som tog guld och noterade ett nationsrekord på 4×200 meter frisim.